# Öhningen
Öhningen település Németországban, azon belül Baden-Württembergben. Lakosainak száma 3644 fő (2023. december 31.). Öhningen Hemishofen, Singen és Moos községekkel határos.

## Népesség
A település népessége az elmúlt években az alábbi módon változott:
| Lakosok száma | 3203 | 3653 | 3671 | 3632 | 3690 | 3644 |
|               | 1975 | 2017 | 2019 | 2021 | 2022 | 2023 |